# Born to Be Bad (1934)
Born to Be Bad is een Amerikaanse film uit 1934 onder regie van Lowell Sherman. In Nederland werd de film uitgebracht onder de titels Tot Leugen Gedoemd, Een Mooi, maar Slecht Meisje, Fatale Schoonheid en Mooi, maar Slecht.

## Verhaal
Letty Strong is een 22-jarige moeder met al een zevenjarig zoontje Mickey. Ze heeft een zwaar leven achter de rug. Ze werd zwanger toen ze 15 jaar oud was, zonder een man aan haar zijde en groeide op in de straten van New York. Ze werkt tegenwoordig als ontwerpster van jurken en wil er alles aan doen dat haar zoon een beter leven krijgt dan zij. Hij komt echter regelmatig in de problemen voor diefstal en kattenkwaad. Om die reden wordt vermoed dat ze niet in staat is haar zoon op te voeden en wordt ze onder druk gezet hem ter adoptie af te staan.
Op een dag rijdt de rijke Malcolm Trevor hem per ongeluk aan. Hij houdt er geen ernstige verwondingen aan over en Malcolm biedt Letty zijn verontschuldigingen aan. Zij ziet echter een kans om rijk te worden en overtuigt Mickey te doen alsof hij niet meer goed kan functioneren met zijn been. Er wordt een rechtszaak aangespannen, waar Mickey zijn verwondingen overdrijft. Het wordt echter ontmaskerd als een list. De rechter vindt Letty's poging om haar zoon te overtuigen om te liegen voor geld weerzinwekkend en neemt haar zoon van haar af. Letty is de wanhoop nabij en overtuigt Malcolm haar te helpen Mickey uit de gevangenis te krijgen.
Malcolm kan de rechter er niet van overtuigen Letty de voogdij te geven over haar zoon, maar krijgt wel toestemming hem zelf te adopteren. Hij wordt opgevoed in een rijk landhuis waar hij alles kan krijgen wat zijn hart begeert. Desondanks doet hij een poging om weg te rennen, maar hij wordt betrapt en teruggebracht. Letty doet verscheidene pogingen om hem stiekem met haar mee te nemen, totdat ze zich realiseert dat hij gelukkiger is bij de familie Trevor. Ze confronteert Malcolm hiermee, die haar uitnodigt om bij hen in huis te verblijven.
Letty's advocaat adviseert haar de getrouwde Malcolm te verleiden en er bewijs van te verzamelen, zodat ze hem hiermee kan chanteren of aanklagen. Hij gaat aanvankelijk niet in op haar avances, maar ze weet hem zover te krijgen haar te zoenen. Ze neemt later geluidsopnames van zijn liefdesverklaringen en denkt hem te kunnen chanteren. Deze plannen vallen in duigen als Malcolm onthult dat hij zijn vrouw Alyce voor haar heeft verlaten. Ze probeert weg te sluipen met Mickey, maar loopt Alyce tegen het lijf. Zij vertelt dat Malcolm haar heeft verlaten omdat ze niet vruchtbaar is en denkt dat hij met Letty wel een gezin kan starten. Ze probeert het geluk van de familie Trevor te redden en doet alsof ze geen interesse in hem heeft, zodat Malcolm teruggaat naar zijn vrouw.

## Rolbezetting
| Acteur         | Personage                |
| -------------- | ------------------------ |
| Loretta Young  | Letty Strong             |
| Cary Grant     | Malcolm Trevor           |
| Jackie Kelk    | Mickey Strong            |
| Marion Burns   | Mevrouw Alyce Trevor     |
| Henry Travers  | Fuzzy                    |
| Paul Harvey    | Advocaat Brian           |
| Russell Hopton | Steve Karns              |
| Harry Green    | Adolph, Letty's advocaat |

## Achtergrond
De originele opgenomen versie werd niet goedgekeurd door de Amerikaanse filmkeuring. Er moesten enkele scènes vervangen worden door minder controversiële verhaallijnen. Deze werden aan het einde van 1933 opgenomen. Regisseur Lowell Sherman werkte niet mee aan deze later opgenomen scènes, omdat hij toen op vakantie was. De film werd slecht ontvangen door de pers. Variety was niet positief te spreken over de film en The New York Times noemde het een 'hopeloze en onintelligente film'.